# Neolit

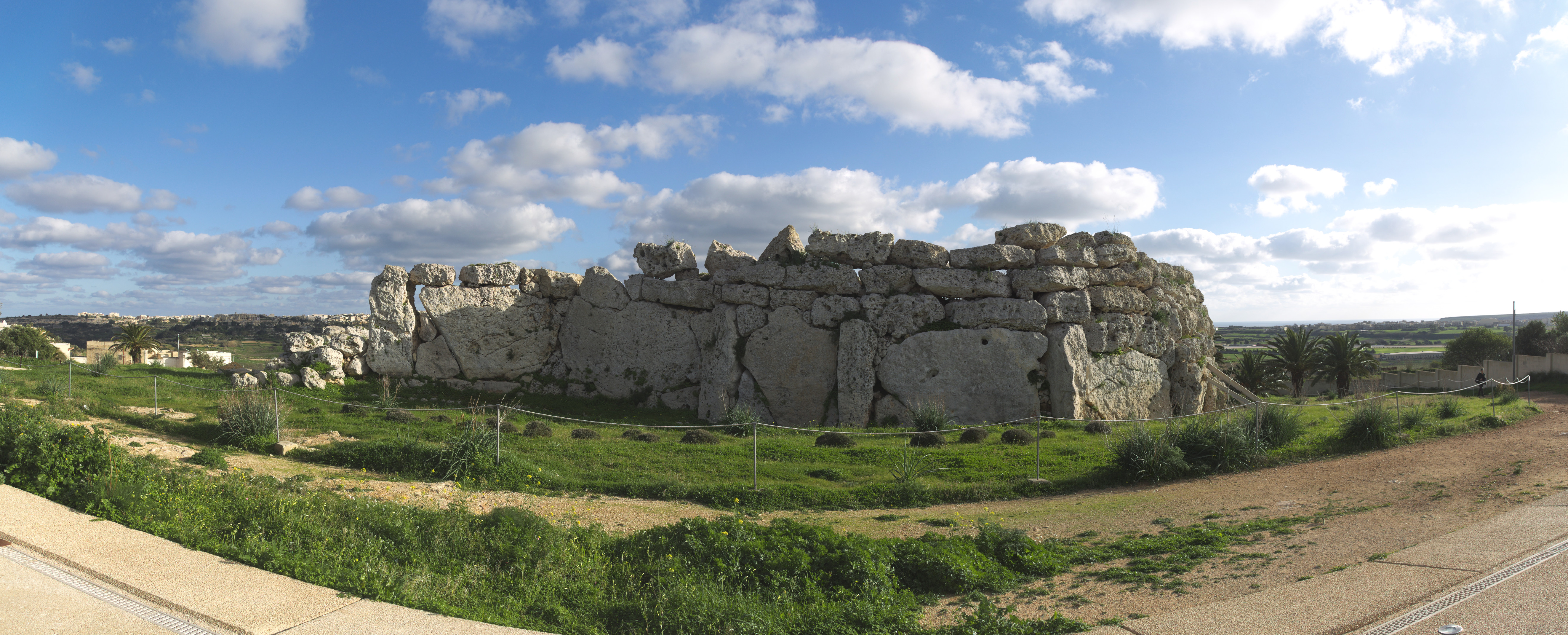
Najstarsza w Europie i druga na świecie Ġgantija z ok. 3600 r. p.n.e. – jedna z megalitycznych świątyń na Malcie wybudowana przez cywilizację maltańską w okresie neolitu

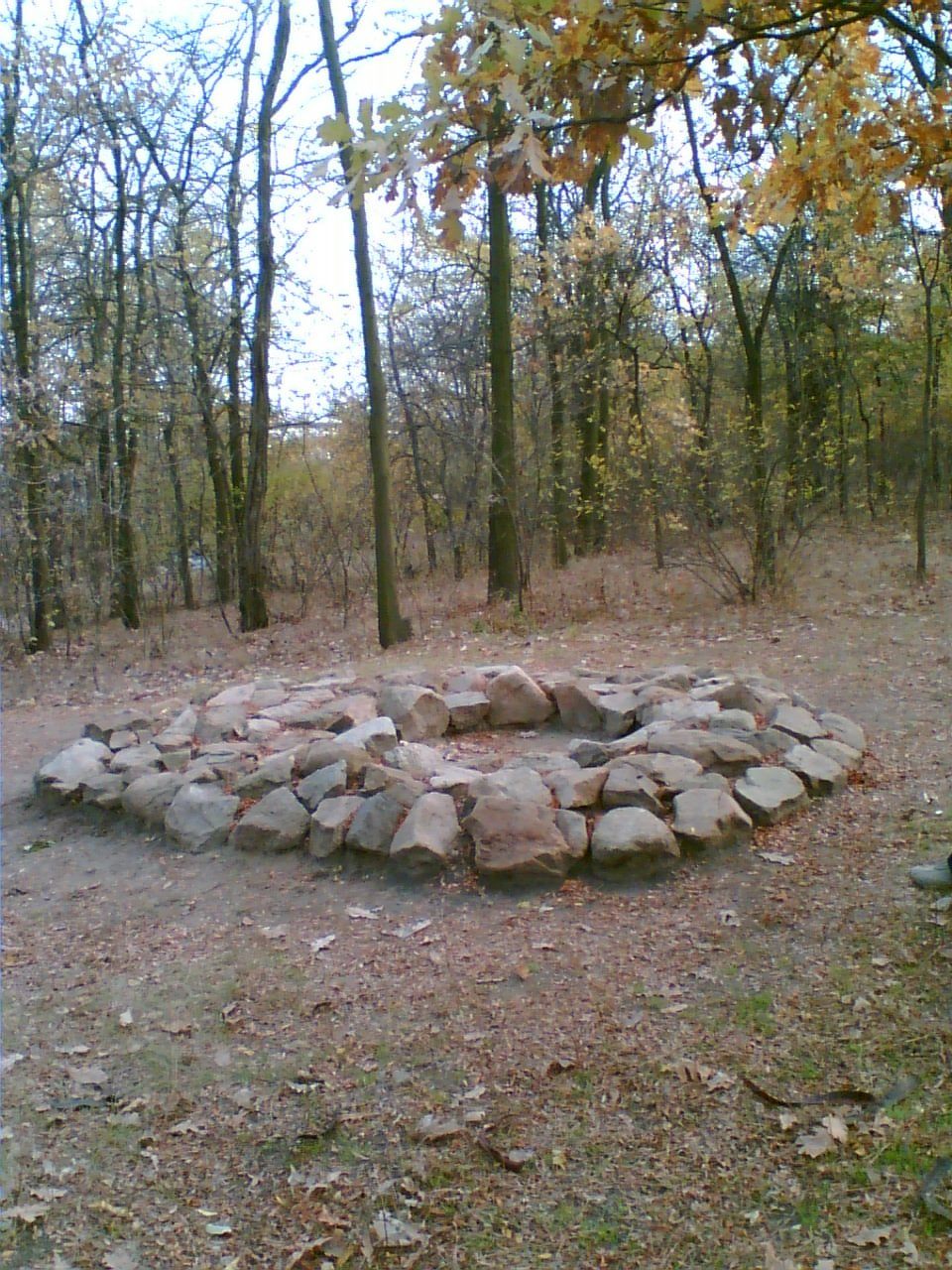
Rekonstrukcja neolitycznego ołtarza na terenie dzisiejszej Ukrainy

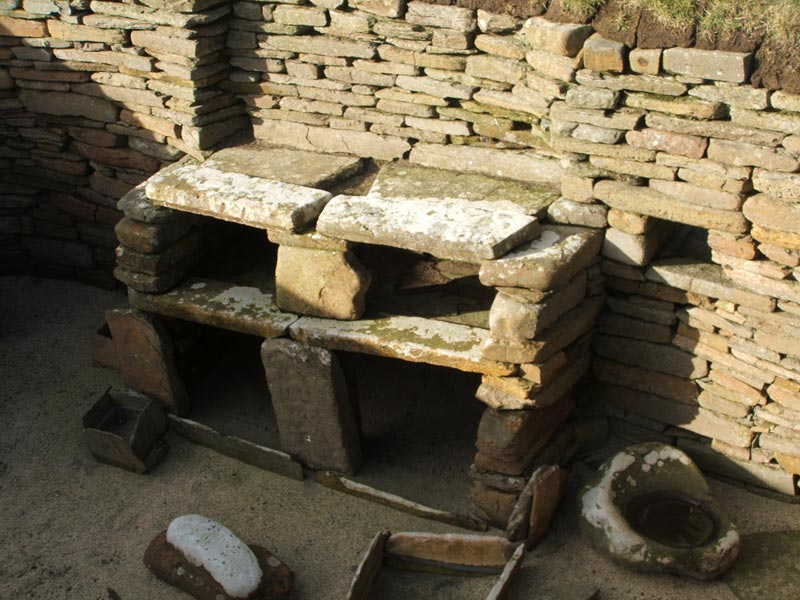
Skara Brae na Orkadach jest najlepiej zachowaną wsią neolityczną w Europie.

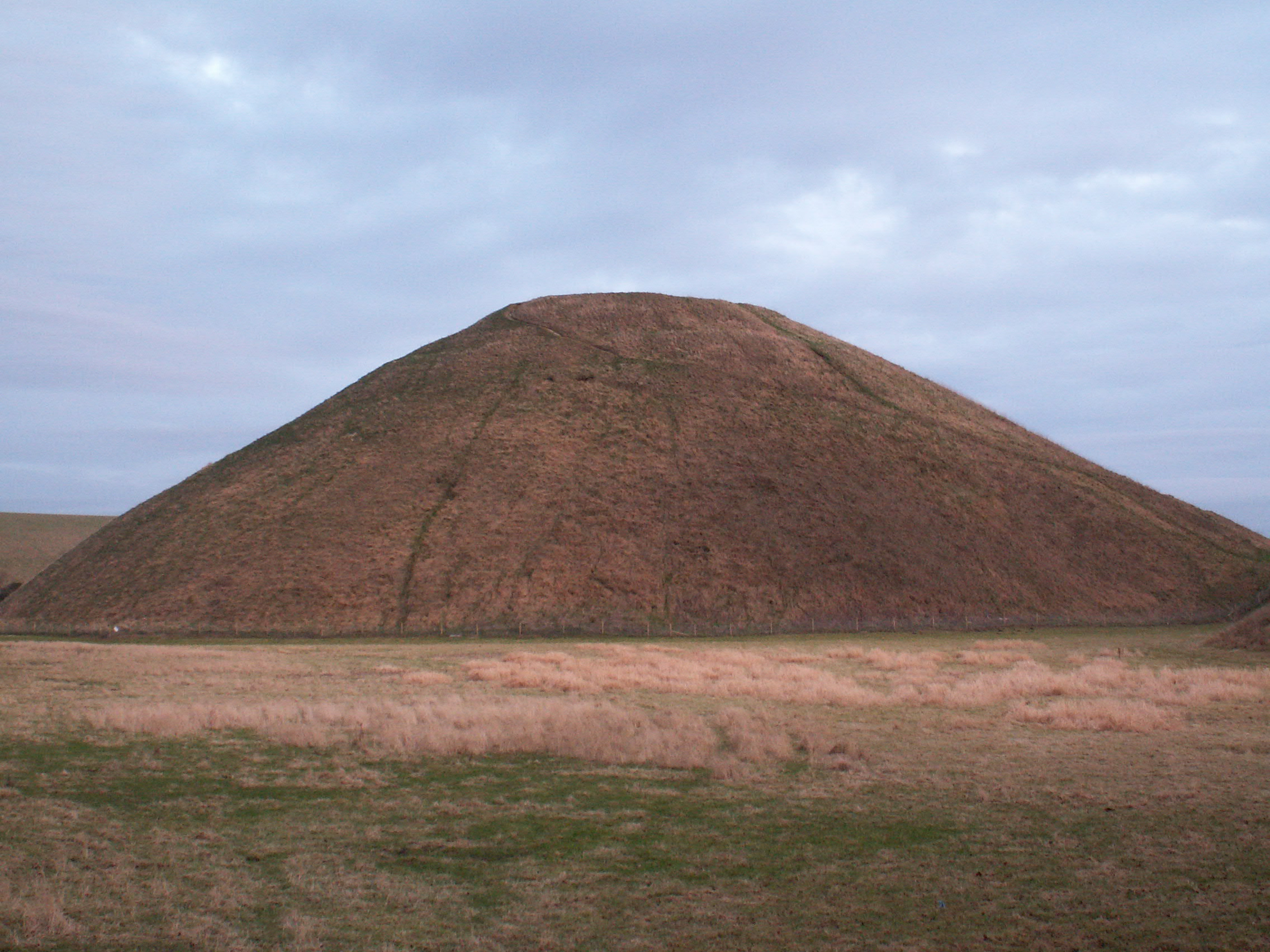
Avebury, Anglia. Wysokie na 30 m Wzgórze Silbury jest najwyższym kopcem usypanym w okresie neolitu.

Neolit (gr. néos „nowy” i líthos „kamień”), młodsza epoka kamienia, epoka kamienia gładzonego – ostatni okres epoki kamienia (poprzedzający epokę brązu). Jego charakterystyczne cechy to uprawa roślin i hodowla zwierząt oraz stałe osady. Proces ten nazwano „rewolucją neolityczną”. W neolicie rozwijały się też nowe techniki obróbki kamienia, takie jak gładzenie powierzchni i wiercenie otworów.
Termin neolit (ang. Neolithic) został wprowadzony w 1865 przez Johna Lubbocka na oznaczenie nowej pradziejowej techniki wytwarzania narzędzi kamiennych: gładzenia, które wyparło starszą technikę ich wytwarzania: łupanie, stosowaną w paleolicie. Postęp ten był możliwy dzięki odkryciu sposobów kontrolowania i rozwoju hodowli zwierząt i uprawy roślin, które jednocześnie umożliwiły osiadły tryb życia człowieka rozumnego i w konsekwencji powstawanie miast.

## Chronologia i występowanie
Neolit najwcześniej rozpoczął się na obszarach Żyznego Półksiężyca (Izraela, Syrii, Palestyny), na początku IX tysiąclecia p.n.e. Później około 8 tys. lat p.n.e. na terenach Turcji, Iraku i Iranu, 7500 lat p.n.e. w Chinach, 7 tys. p.n.e. w Pakistanie i Europie południowo-wschodniej, 6200 lat p.n.e. w Dolinie Gangesu, 5500 lat p.n.e. w Europie Środkowej, 4500 lat p.n.e. w Europie Północnej. W Ameryce Środkowej rolnictwo i osiadły tryb życia rozpoczęły się 5000–4500 lat p.n.e., jednak nazywa się ten okres archaicznym.

## Innowacje neolityczne
W neolicie zaczęto uprawiać takie rośliny jak samopszę (archaiczną pszenicę), proso, jęczmień, groch, soczewicę, żyto, orkisz w oparciu o gospodarkę żarowo-kopieniaczą (zobacz rolnictwo). Najstarsze znaleziska osad z gatunkami jęczmienia i samopszy datowane są na 8350 p.n.e. (za pomocą węgla C14). Pod koniec neolitu następuje wprowadzenie orki sprzężajnej. Początkowo hodowla ograniczała się do kóz i owiec (były to pierwsze udomowione zwierzęta oprócz psa, którego udomowiono już w paleolicie). Około 7000 lat p.n.e. udomowiono bydło i świnie, pojawiły się stałe osady i ceramika. Odkryte w Bronocicach naczynie gliniane datowane na 3491–3060 p.n.e., na którym widnieje wyryte wyobrażenie pojazdu, uznane jest za najstarsze na świecie wyobrażenie wozu na kołach. Odkryte na terenie północnych Niemiec konstrukcje drogowe z pni drzew prawdopodobnie przeznaczone były właśnie dla potrzeb transportu drogowego na tych bagiennych obszarach. Inne ślady budownictwa drogowego z drewnianych pni odkryto na obszarach bagiennych w okolicach Nieuv-Dordrecht – datowana metodą radiowęglową konstrukcja pochodzi z ok. 2610 p.n.e. i ma około 1 km długości.

## Kultura
Upowszechnia się ceramika, choć np. w Japonii używano jej już w mezolicie (wczesne fazy kultury Jōmon). Powstają naczynia, misy, figurki, garnki itp. Zaczynają się rozwijać nowe technologie: tkactwo, górnictwo krzemienia, dalekosiężna wymiana różnorodnych surowców.

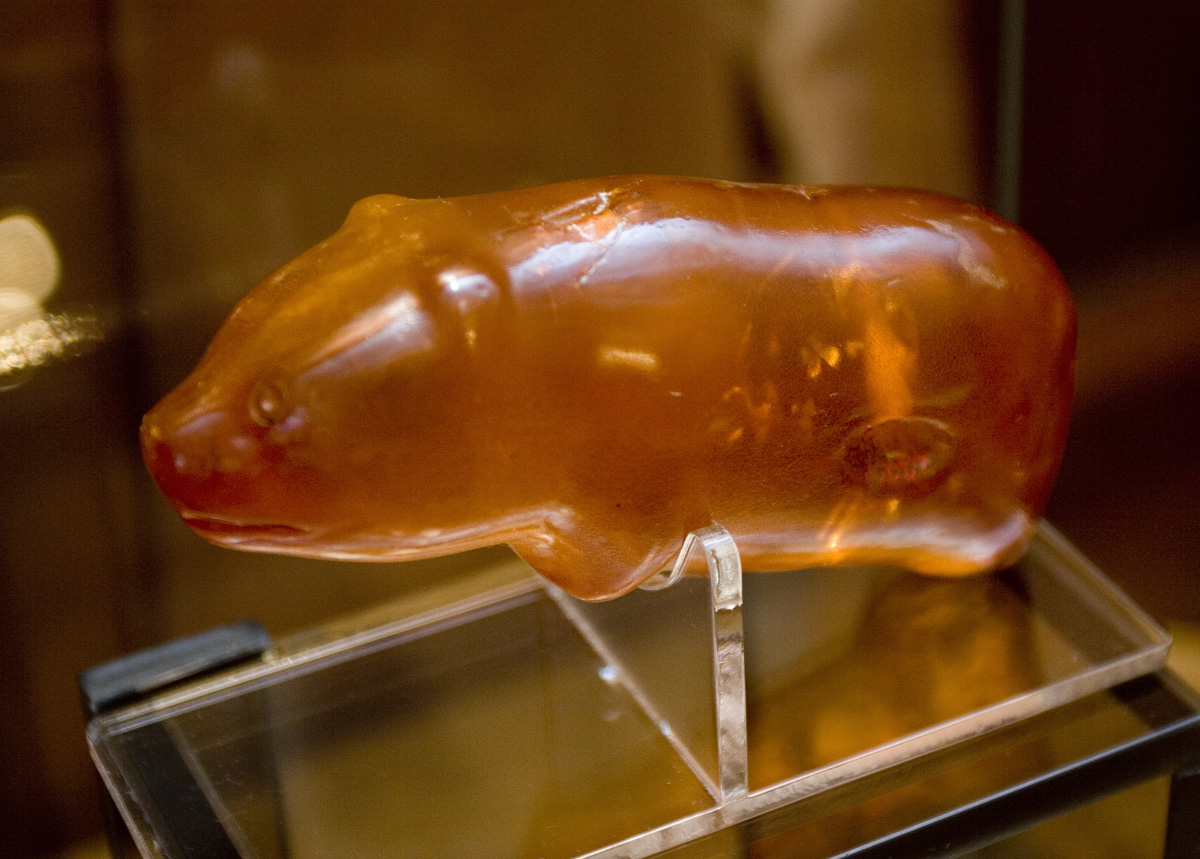
Bursztynowy niedźwiadek ze Słupska – wytwór sztuki neolitycznej

Rozwijają się kulty religijne – prawdopodobnie kult Wielkiej Matki jako bóstwa płodności (figurki kobiece) i kult słońca (toporki, motywy krzyża wpisanego w koło). W tym okresie powstają także monumentalne budowle związane z tzw. „ideą megalityczną”; menhiry, np. w Carnac, dolmeny, np. w Holandii i w Borkowie na Pomorzu oraz kromlechy, np. w Stonehenge. W Polsce specyficznym przejawem tej idei były tzw. grobowce kujawskie.
Od około 4500 p.n.e. rozwija się kultura megalityczna w Europie (zobacz: megalit). Powstają rozległe osiedla (w Polsce o powierzchni 6-12 ha), niekiedy o charakterze obronnym.
Do ważniejszych kultur tego okresu zalicza się kulturę badaryjską i kulturę Halaf.
Irokezi, Pueblo, Majowie, Maorysi są przykładami ludów używających w czasach nowożytnych narzędzi kamiennych.

### Neolit w Europie

Rozprzestrzenianie się neolitu w Europie (na zielono poprzez Bałkany, na niebiesko poprzez Morze Śródziemne)

Pierwsze wzorce i impulsy neolityczne zostały przeniesione do Europy z Azji Przedniej przez Bałkany. Jako najstarsze można wymienić: Sesklo, zespół Koranowo-Koros-Krisz-Starčevo (kultura starczewska), następnie młodsze kultury Vinča, Bojan (Boian), zespół Cucuteni-Trypole (zob. też kultura trypolska).
Do najwcześniejszych kultur neolitycznych Europy Zachodniej można zaliczyć: kulturę ceramiki impresso-cardium.

### Neolit w Polsce

Kultury neolityczne w Polsce

Na terenach Polski neolit trwał w latach 5200–1900 p.n.e. Do kultur tej epoki zalicza się:
- kultury naddunajskie
- kulturę pucharów lejkowatych
- kulturę amfor kulistych
- kultury ceramiki dołkowo-grzebykowej
- kultury z ceramiką sznurową
- kultury pucharów dzwonowatych

Umiejętność uprawy rośliny i hodowli zwierząt na tereny Polski przyniosła ludność kultury ceramiki wstęgowej rytej w V tysiącleciu p.n.e. To ona przyniosła ze sobą z okolic środkowego Dunaju umiejętność wyrobu ceramiki. Należała do kultur naddunajskich i przenikała na północ przez Bramę Morawską i przełęcze Karpat i Sudetów. Do tej kultury zaliczają się między innymi stanowiska archeologiczne w Olszanicy w Krakowie i w Brześciu Kujawskim. W IV tysiącleciu p.n.e. pojawiła się na terenach polskich ludność z kręgu kultur lendzielskich. W III tysiącleciu p.n.e. napłynęła ludność z kręgu kultur nadcisańskich, a po niej ludność z kręgu kultur ceramiki promienistej.
Na terenach Warmii i Mazur, w III tysiącleciu p.n.e. rozprzestrzeniła się ludność kultury ceramiki dołkowo-grzebykowej. Między latami 3500–1900 p.n.e. pojawiła się kultura pucharów lejkowatych, do niej zalicza się odkryte ślady zamieszkania na Ostrowie Lednickim. Na ten okres przypada początek eksploatacji kopalni krzemienia w Krzemionkach w Górach Świętokrzyskich. W połowie III tysiąclecia p.n.e. pojawiła się ludność kultury ceramiki sznurowej, zajmująca się głównie pasterstwem. Między latami 2700–2000 p.n.e. pojawiła się kultura amfor kulistych. Pod koniec neolitu, na tereny południowej Polski, dotarła z Czech i Moraw ludność kultury pucharów dzwonowatych.